# خالد بن فهد بن عبد العزيز آل سعود
الأمير خالد بن فهد بن عبد العزيز آل سعود، ولد في سنة 18 شوال 1383 هـ / 2 مارس 1964 م في مدينة الرياض والده الملك فهد من زوجته الأميرة العنود بنت عبد العزيز بن مساعد آل جلوي.[بحاجة لمصدر]

## نشأته
نشأ في ظل والده ووالدته والتحق بمعهد العاصمة النموذجي، ودرس فيه جميع المراحل الدراسية، وبعد تخرجه من الثانوية سافر لإكمال دراسته الجامعية في الولايات المتحدة الأمريكية، وتخرج من جامعة جاكسونفيل بولاية فلوريدا تخصص إدارة أعمال.[بحاجة لمصدر]

## حياته العملية
- لم يشغل خالد بن فهد أي منصب سياسي وتفرغ لأعماله التجارية الخاصة بالإضافة إلى عضويته في مجلس أمناء مؤسسة الأميرة العنود بنت عبد العزيز بن مساعد بن جلوي آل سعود الخيرية.[1]
- عضو شرف نادي النصر السعودي.[2][3]